# Anni Friesinger-Postma
Anni Friesinger-Postma, född Anna Christine Friesinger, 11 januari 1977 i Bad Reichenhall, är en tysk idrottare i hastighetsåkning på skridskor. Med tre guldmedaljer och två bronsmedaljer vid olympiska vinterspelen samt 16 guldmedaljer vid världsmästerskapen är hon en av Tysklands framgångsrikaste idrottare i sin gren. Hon avslutade karriären efter säsongen 2010.
Redan Friesinger-Postmas föräldrar, hennes syster och hennes make, Ids Postma, tävlade i hastighetsåkning på skridskor.
Friesinger-Postmas vann 1997 i Warszawa för första gången en medalj vid världsmästerskapen. Hon har flest världscupseger över 1 500 meter och 1 000 meter men var även bra på kortare och längre distanser.
Anmärkningsvärd är hennes sista stora tävlingsvinst. Under damernas lagtempotävling vid de olympiska vinterspelen 2010 snubblade Friesinger-Postma i semifinalen kort före målgången men hann kasta foten över mållinjen som säkrade finalplatsen med tunn marginal före USA. I finalen ersattes den utmattade Friesinger-Postma av Katrin Mattscherodt där det tyska laget vann guldmedaljen.
Anni Friesinger-Postma blev tilldelad Oscar Mathisens pris, den så kallade "Oscarstatuetten", 2003.
Bredvid idrotten framträder Friesinger-Postma ibland som fotomodell. 2008 var hon med i tidningen Maxim och 2010 tillsammans med Marianne Timmer i Playboy.